# 欧日地区贝勒维
欧日地区贝勒维（法語：Belle Vie en Auge，法語發音：[bɛl vi ɑ̃.n‿oʒ]）是法国卡尔瓦多斯省的一个市镇，属于利雪区。该市镇于2017年由原市镇比耶维尔-凯蒂耶维尔和圣卢德弗里布瓦合并而成，行政中心位于比耶维尔-凯蒂耶维尔。

## 地名
欧日（Auge）是法国诺曼底的一个自然与传统地区。“贝勒维”（Belle Vie）在法语中意为“美丽的维河”，其为流经该地一条河流，是迪沃河的右支流。

## 地理
欧日地区贝勒维（49°6'33"N, 0°2'17"W）面积23.57 平方千米，位于法国诺曼底大区卡爾瓦多斯省，该省份为法国西北部沿海省份，北濒大西洋英吉利海峡，东北与滨海塞纳省以海上边界相接，东临厄尔省，南至奧恩省，西与芒什省接壤。
与欧日地区贝勒维接壤的市镇（或旧市镇、城区）包括：欧日地区梅里比西耶尔、欧日地区奥托、埃斯特雷圣母村-科尔邦、梅济东瓦莱多日、利韦圣母村。
欧日地区贝勒维的时区为UTC+01:00、UTC+02:00（夏令时）。

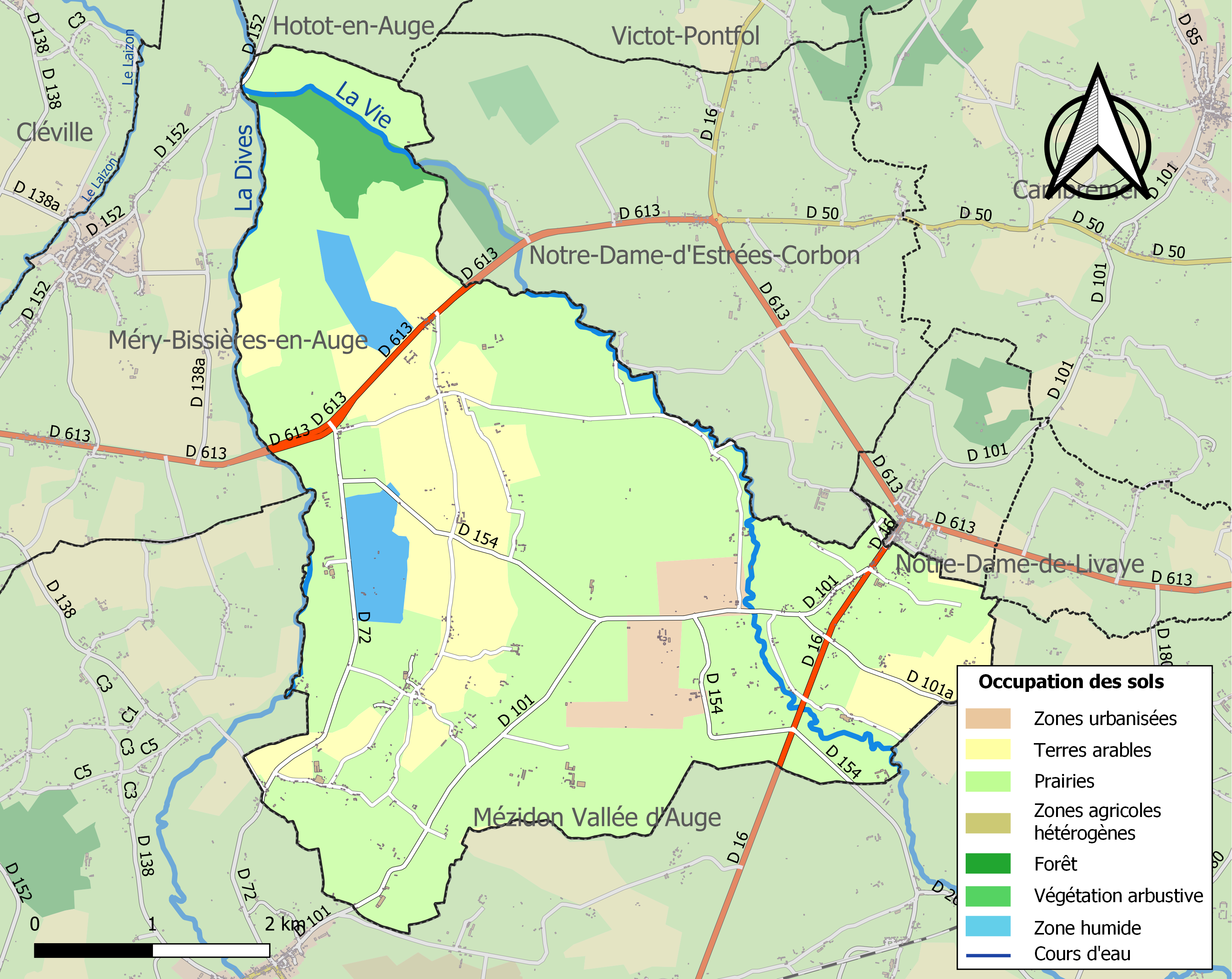
欧日地区贝勒维的OSM定位图

## 行政
欧日地区贝勒维的邮政编码为14270，INSEE市镇编码为14527。

## 政治
欧日地区贝勒维所属的省级选区为梅济东瓦莱多日县。

## 人口
欧日地区贝勒维于2022年1月1日时的人口数量为545人。